# ایشپمینگ (میشیگان)
ایشپمینگ، میشیگان (به انگلیسی: Ishpeming, Michigan) یک شهر در ایالات متحده آمریکا با جمعیت ۶٬۴۷۰ نفر است که در میشیگان واقع شده‌است.

## موقعیت جغرافیایی
موقعیت جغرافیایی شهرها و مناطق اطراف به شرح زیر است: